# Disa ovalifolia
Disa ovalifolia är en orkidéart som beskrevs av Otto Wilhelm Sonder. Disa ovalifolia ingår i släktet Disa och familjen orkidéer. Inga underarter finns listade i Catalogue of Life.